# Zrcadlo (architektura)

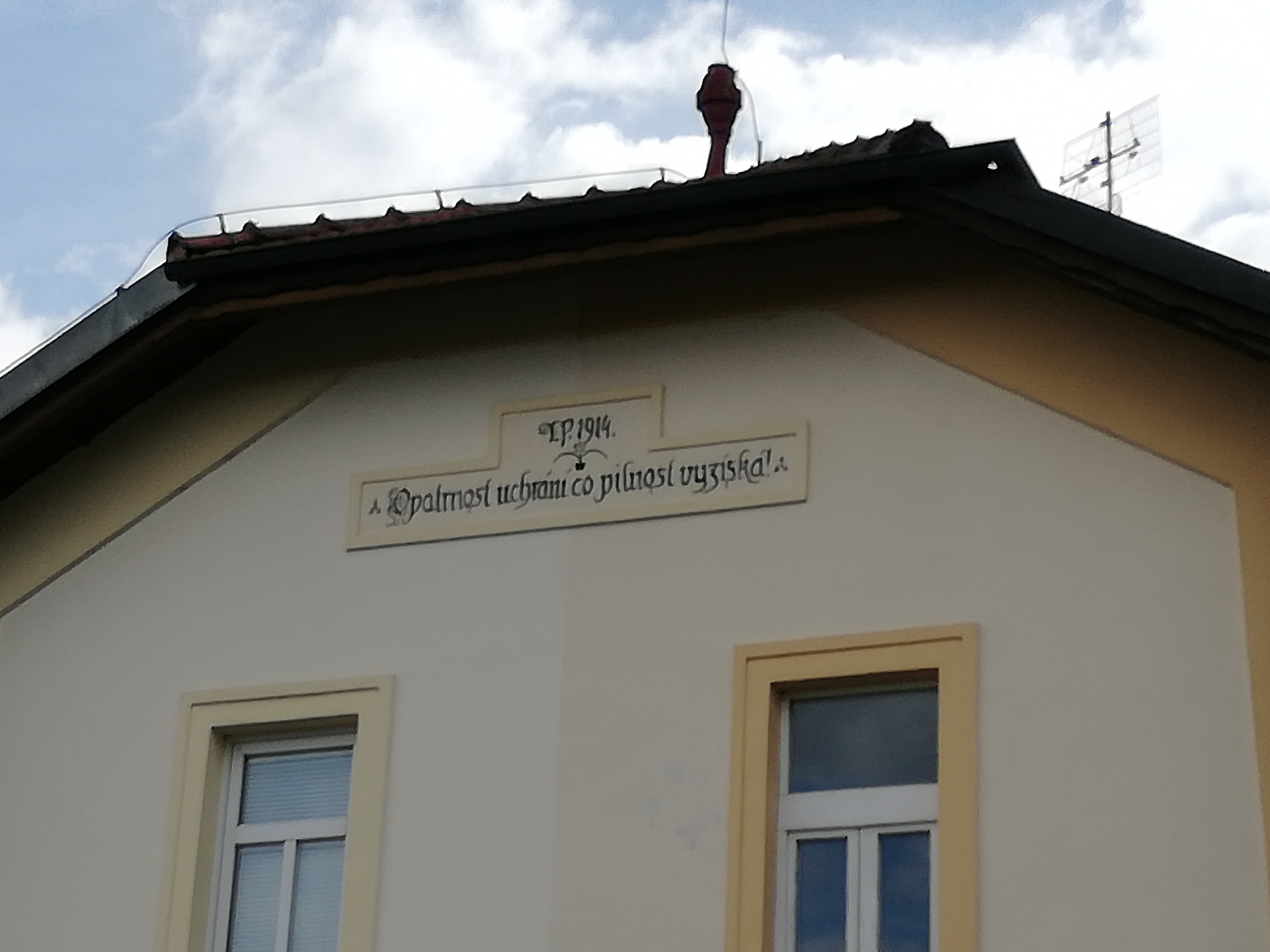
Detail zrcadla ve štítě domu s textem: „LP.1914“ + „Opatrnost uchrání co pilnost vyzíská!“ (Slivenecká 108/29, 152 00 Praha 5 - Hlubočepy)

Zrcadlo je architektonický pojem pro dekorativní prvek – mírně vpadlou nebo vystouplou plochu různé velikosti a tvaru (nejčastěji oválná, kruhová). Tato plocha může být součástí stavby, její části nebo jako prvek sochařské výzdoby. Může být provedena ve dřevě, kameni, omítce (štuku) na stěně či stropu nebo jako součást oživení domovního průčelí zděných staveb zpravidla v ose štítu objektu. V interiérech bývají zrcadla na stropech reprezentačních komnat, kde jsou většinou orámována profilovanou štukovou lištou nebo ornamentálním pásem. Často bývají zdobená malbou. Výrazem „zrcadlo“ se také označuje vnitřní plocha čela boxovaného kvádru nebo vnitřní orámovaná plocha dříku sloupu (vlastního těla pilíře nebo pilastru).

## Podrobněji
Aby se plocha zrcadla vyčlenila z okolí, je většinou po svém obvodě zdůrazněna tzv. „zrcadlovým rámem“. Rám zrcadla může být tvořen úbytkem hmoty – je realizován např. rytím (do dřeva), dlabáním (do dřeva), tesáním (do kamene) anebo škrábáním (do omítky; sgrafito). Pokud je tvořen neutrálním zásahem do okolní hmoty, může být namalován odlišnou barvou (na dřevo, omítku) od okolí. Rám zrcadla může být místo úbytkem tvořen naopak přebytkem hmoty ve tvaru plochého či různě dekorativního profilovaného pásku (štuková výzdoba).
Velikost takovéhoto „zrcadla“ může odpovídat velikosti větracích otvorů ve štítě objektu. Často obsahuje letopočet (uvozený označením „R.“ nebo „Reno.“) kdy došlo ke vzniku (výstavbě) nebo přestavbě celého objektu.

Ukázky zrcadel ve štítech domů: obec Pavlov
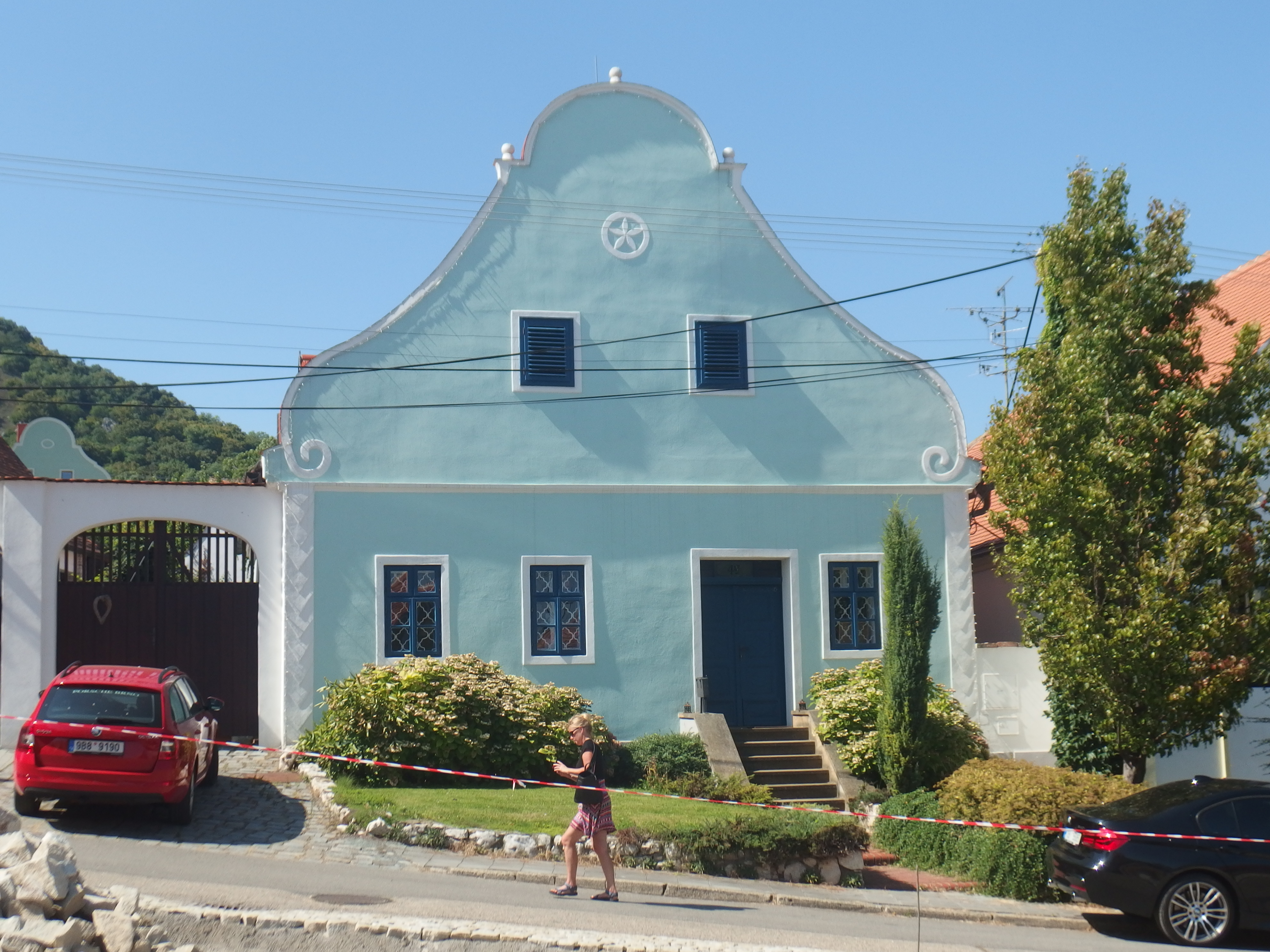
Příklad vyplněného kruhového zrcadla ve štítě domu čp. 49
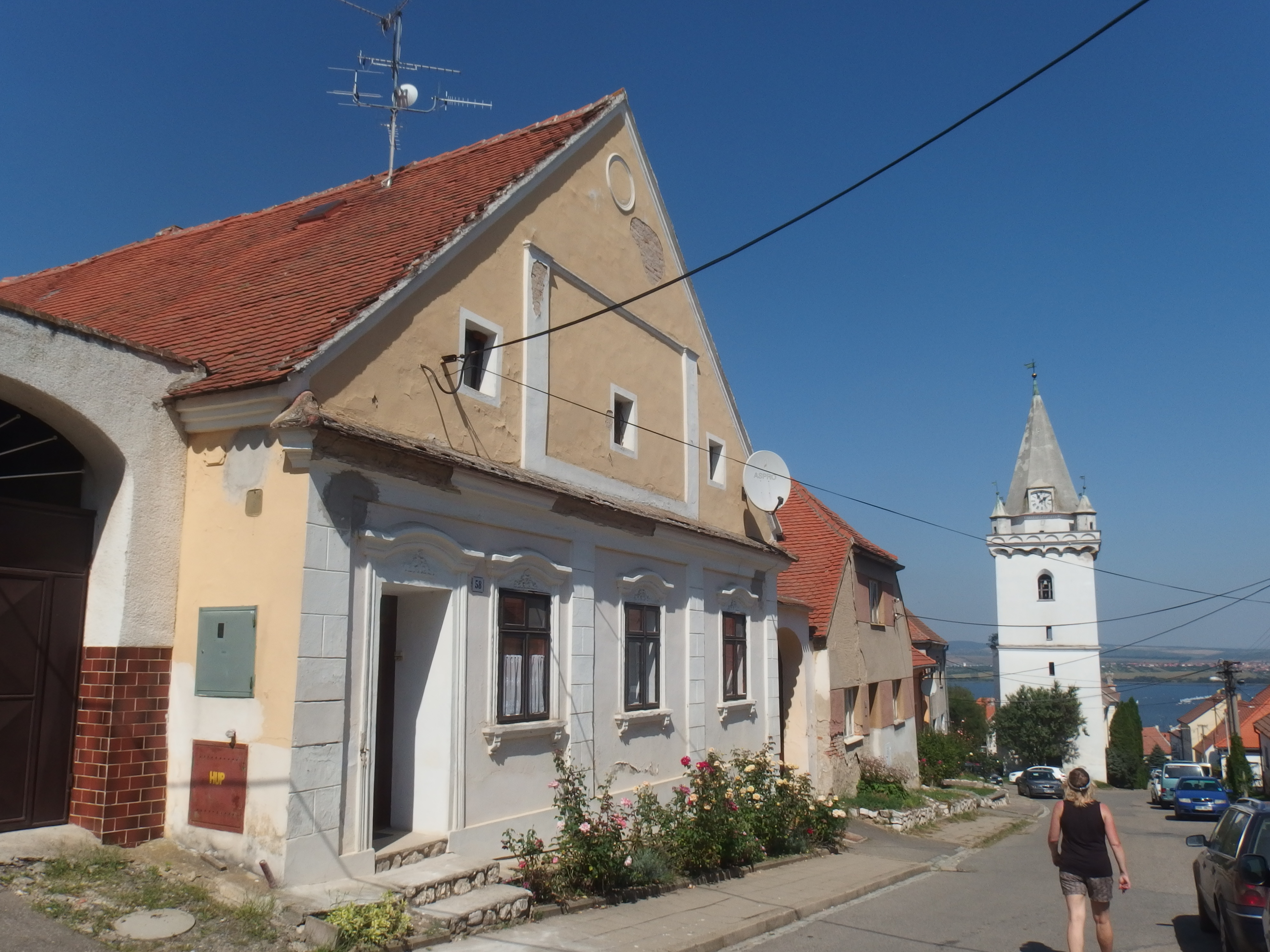
Kruhové zrcadlo (prázdné) ve štítě domu čp. 58
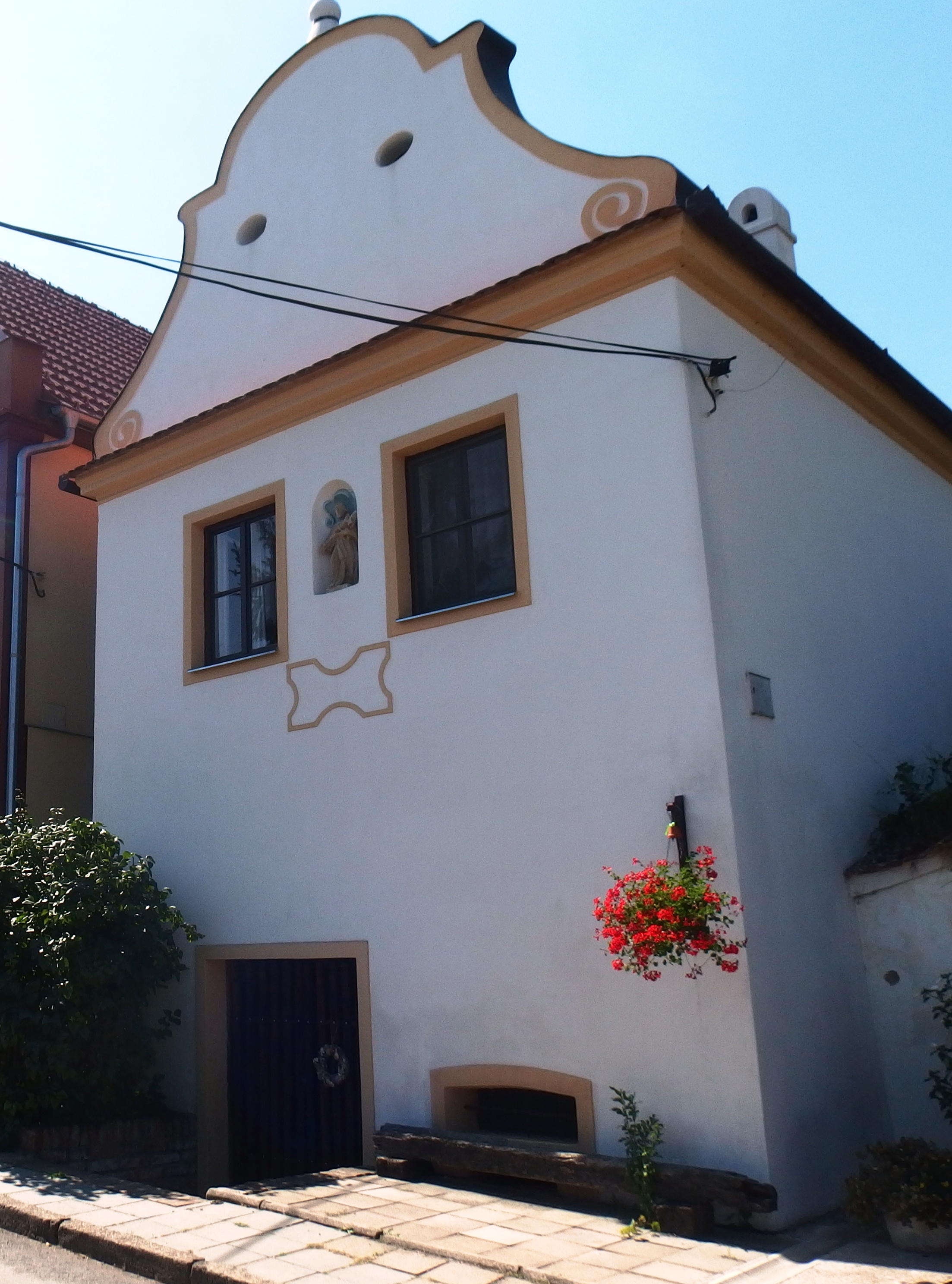
Zrcadlo speciálního tvaru na štítě (pod okny) viničného domu čp. 148
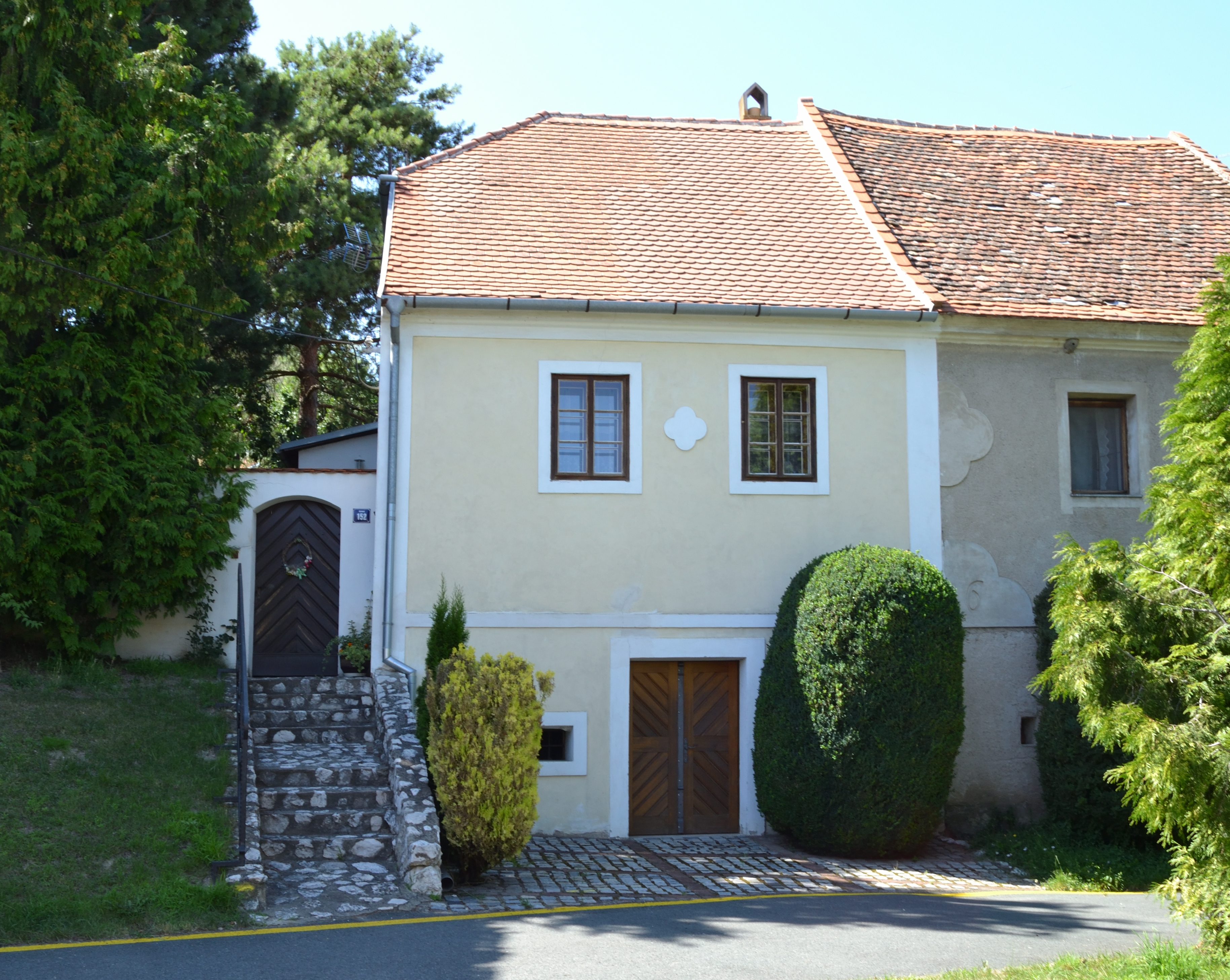
Zrcadlo ve tvaru čtyřlístku na boku viničného domu čp. 152

### Medailony
Oválného či kruhového tvaru bývají kromě zrcadel i medailony, které se umisťují do průčelí staveb, do jejich interiéru či na nábytek. Od běžných zrcadel se liší tím, že obsahují bustu (malovanou nebo plastickou jako reliéf) významné osoby, světce či antického božstva.

Příklady medailonů
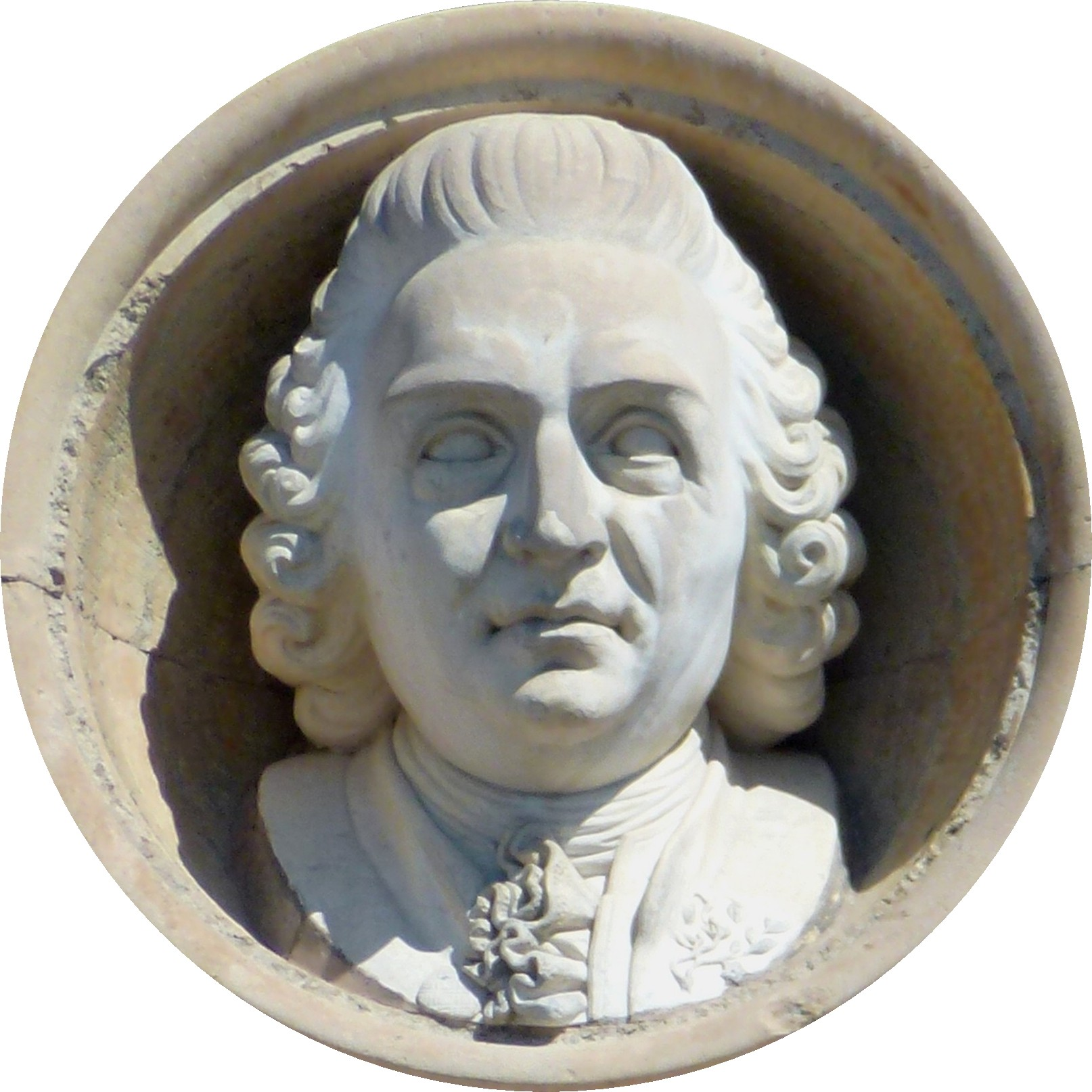
Národní muzeum ve Stockholmu, sochy na fasádě, medailon švédského přírodovědce a lékaře Carl Linné
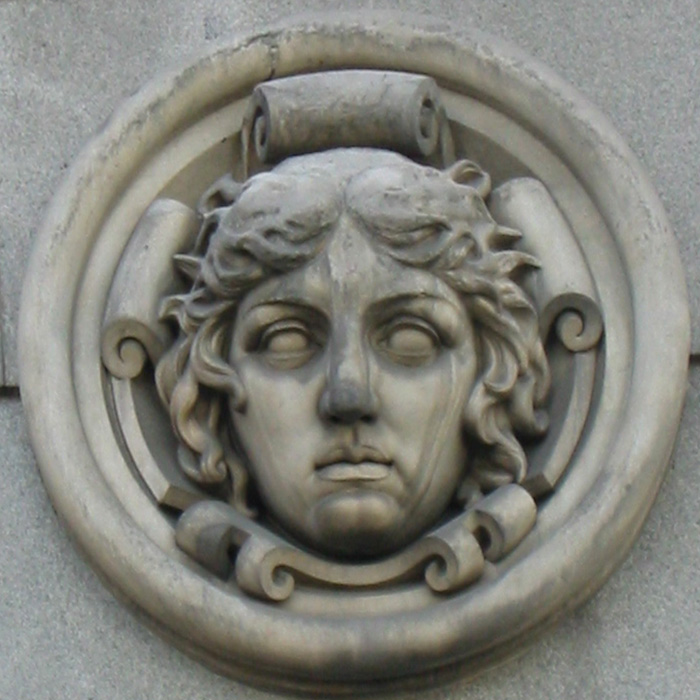
Portrétní reliéf v sídle Španělské banky v Madridu.
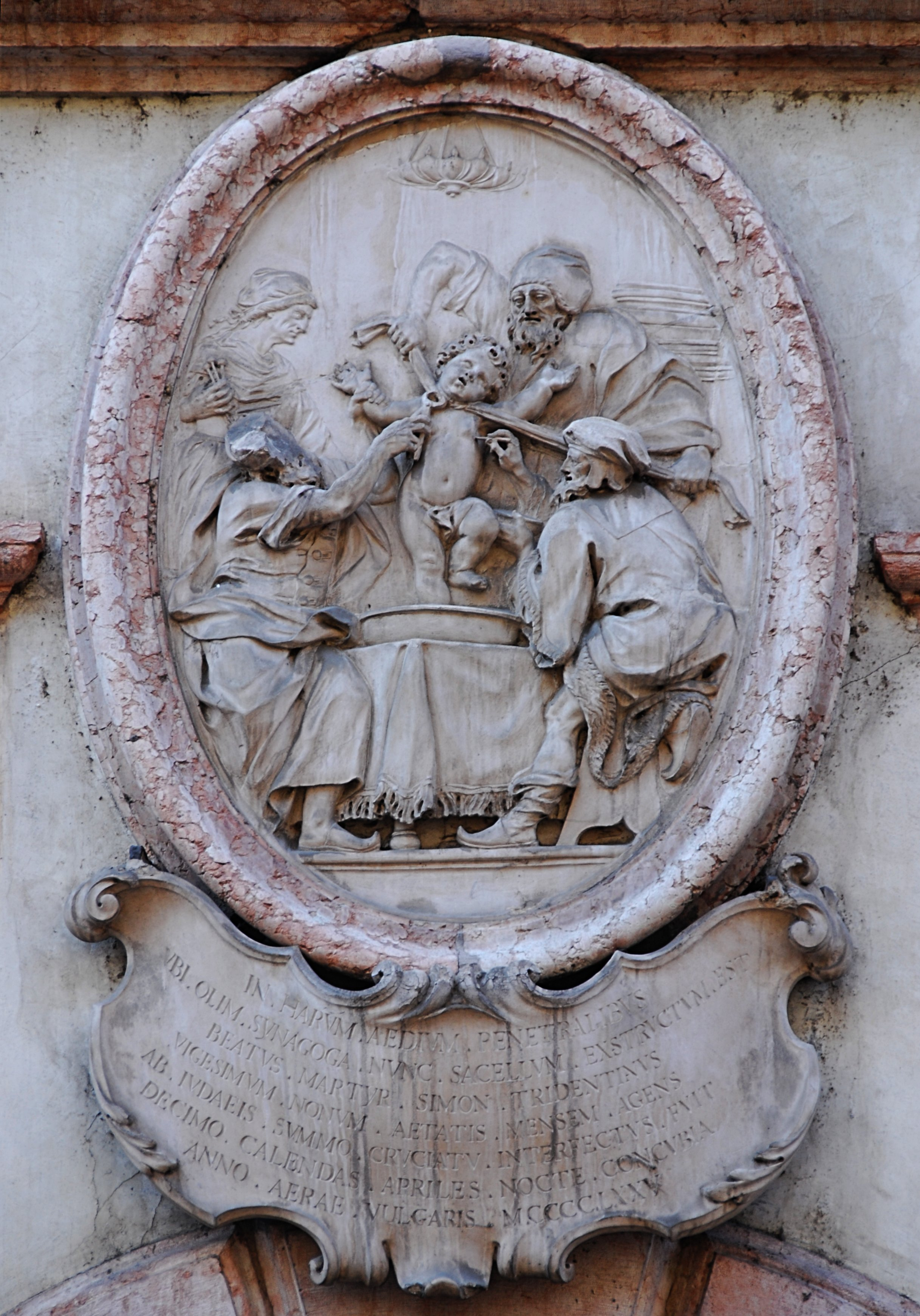
Medailon na fasádě představující (neuskutečněnou) rituální vraždu svatého dítěte Šimona z Tridentu, za jehož smrt v roce 1475 byli zodpovědní Židé jako údajní rituální vrazi

### Jiné než oválné tvary
Kromě oválného nebo kruhového tvaru se vyskytují obdélné či čtvercové tvary zrcadel většinou s vykrojenými stranami (vprostřed svojí délky půlkruhově) nebo častěji s vykrojenými rohy (čtvrtkruhově). (Vykrojené rohy se užívají na dřevěných dveřích, kamenných soklech soch nebo na stropech u štukové výzdoby).

Ukázky zrcadel ve štítech domů: obec Komárov (okres Tábor)
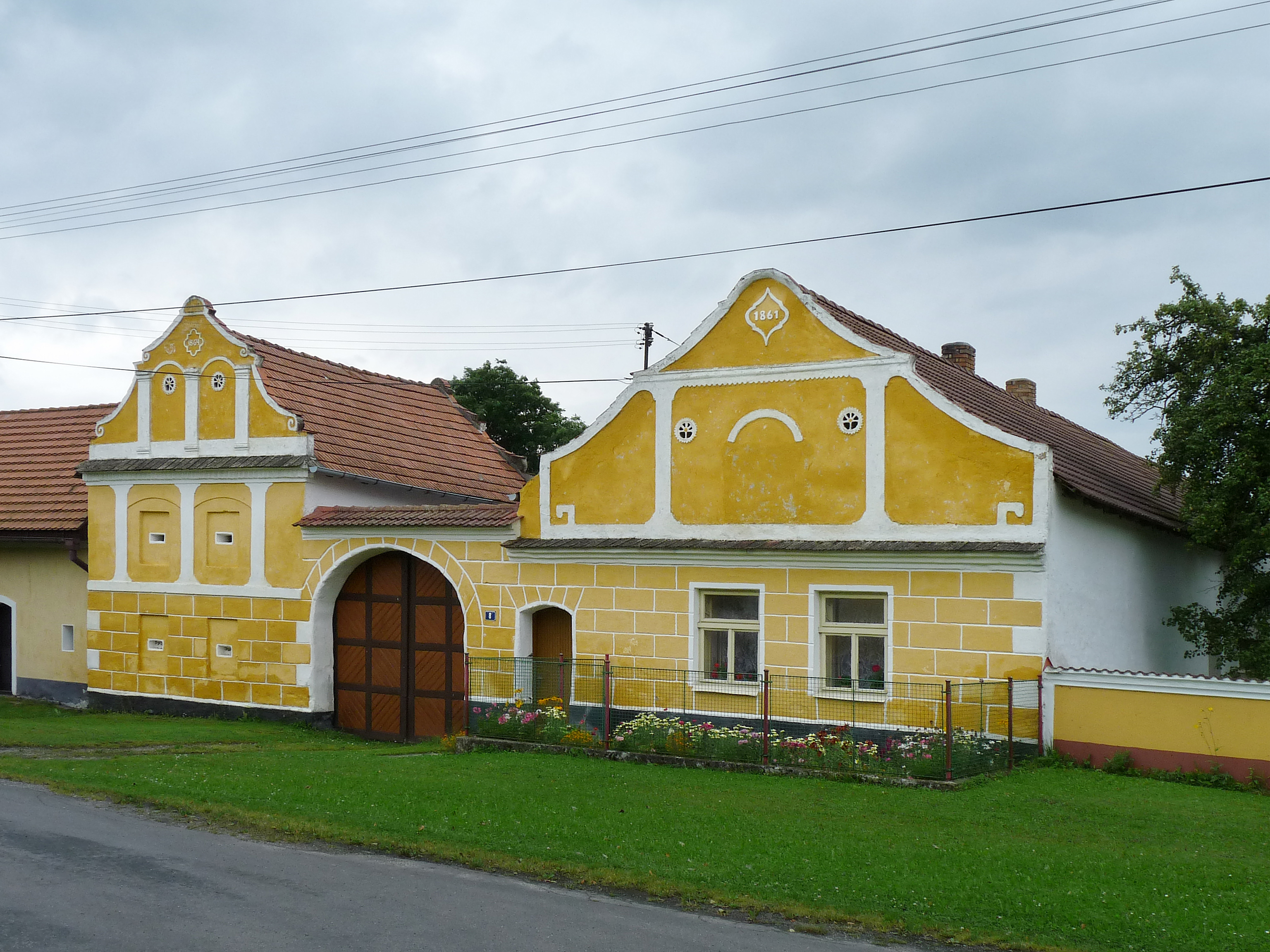
Ve štítě domu čp. 8 (vlevo: čtyřlístek s letopočtem 1864; vpravo: letopočet 1861)
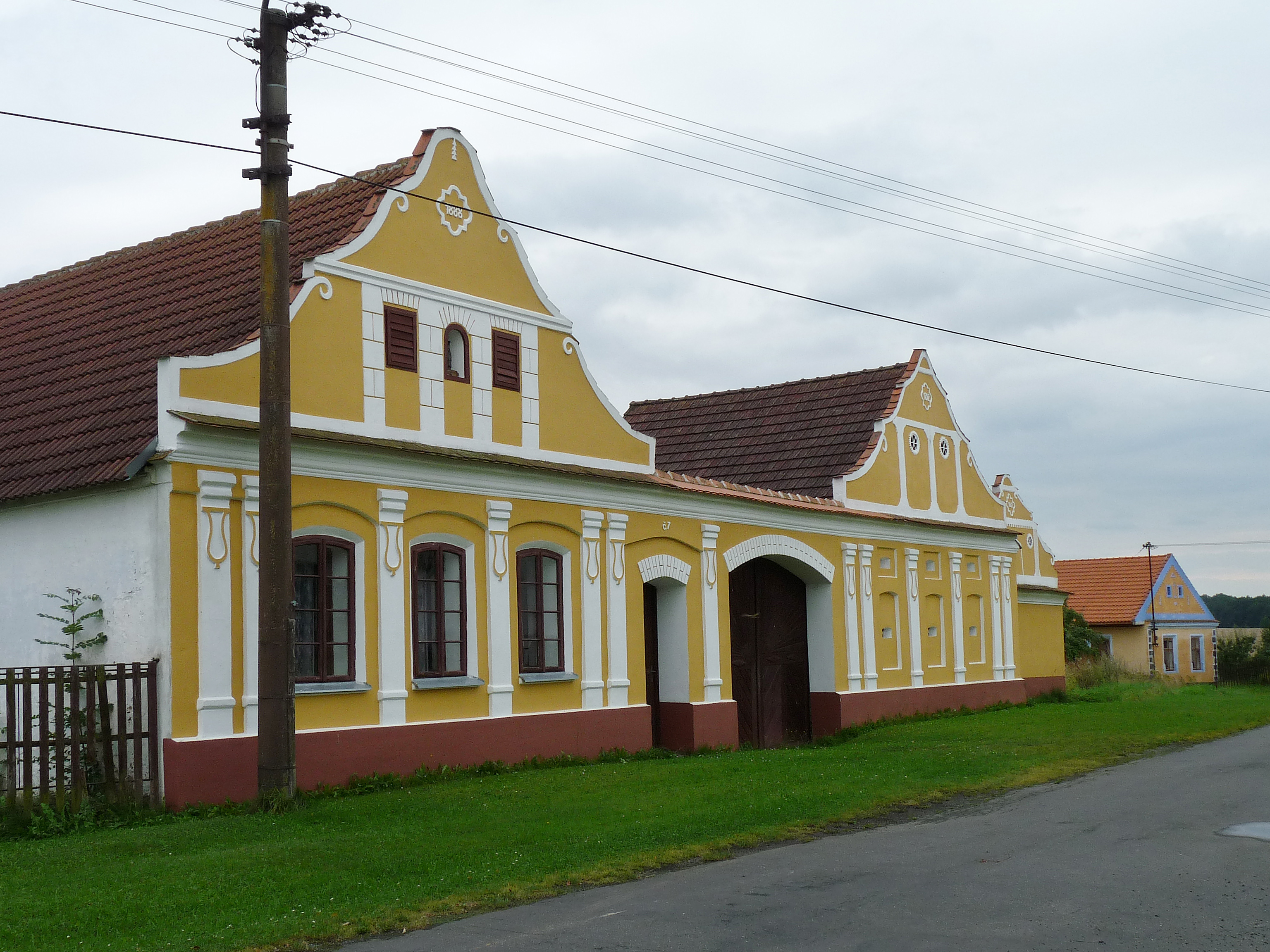
Ve štítě domu čp. 7 (čtyřlístek s letopočtem 1888)
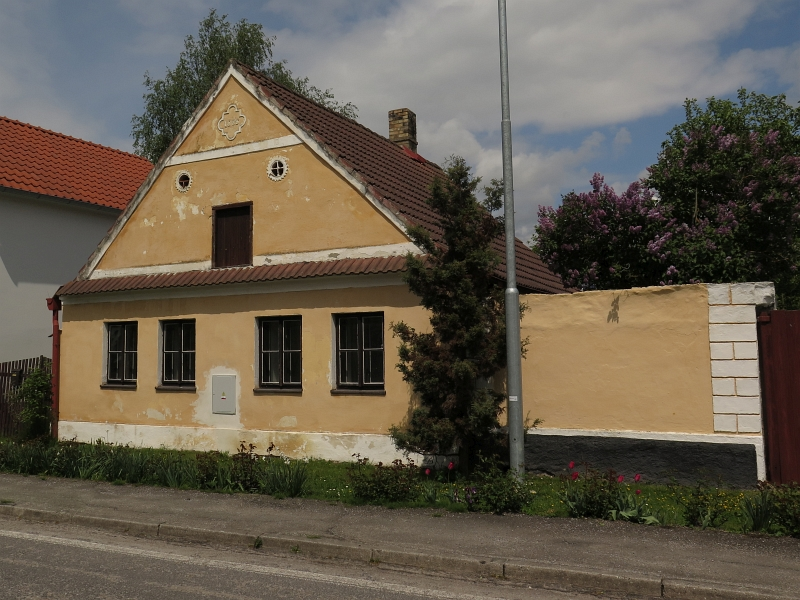
Ve štítě domu čp. 23 (čtyřlístek s letopočtem)

### Kvadriloba (čtyřlístek)
Speciálním tvarem rámu zrcadla je čtyřlisté tzv. kvadriloba (čtyřlístek) symetrická podle čtyř os. V latině „quattuor“ je čtyři a „folium“ list, anglicky tedy „quatrefoil“ nebo též právě „quatrelobe“, kde „lobe“ znamená lalok listu či vnitřního orgánu. Pokud je základem čtverec, pak je doplněn uprostřed každé strany nebo v rozích kruhovými segmenty o stejném poloměru (obvykle jsou použity půlkruhy nebo část odpovídající třem čtvrtinám). Někdy se kruhy mohou po doplnění do plného tvaru dotýkat ve středu čtverce.
Motiv kvadrilob je častý v malířství, sochařství, heraldice a patří rovněž mezi tradiční křesťanské symboly (gotika, renesance) v okenních kružbách, v půdorysech centrálních staveb nebo v objektech typu kašna apod.
V lidové architektuře se zrcadlo ve tvaru geometrických či stylizovaných kvadrilob na objektech používalo nejen k dataci stavby, přestavby nebo k zápisu počátečních písmen (iniciál) jména a příjmení. (Větrací otvory zděných štítů nebo bedněných štítů chalup či hospodářských stavení také mívaly čtyřlisté tvary.)

Příklady čtyřlístků v architektuře
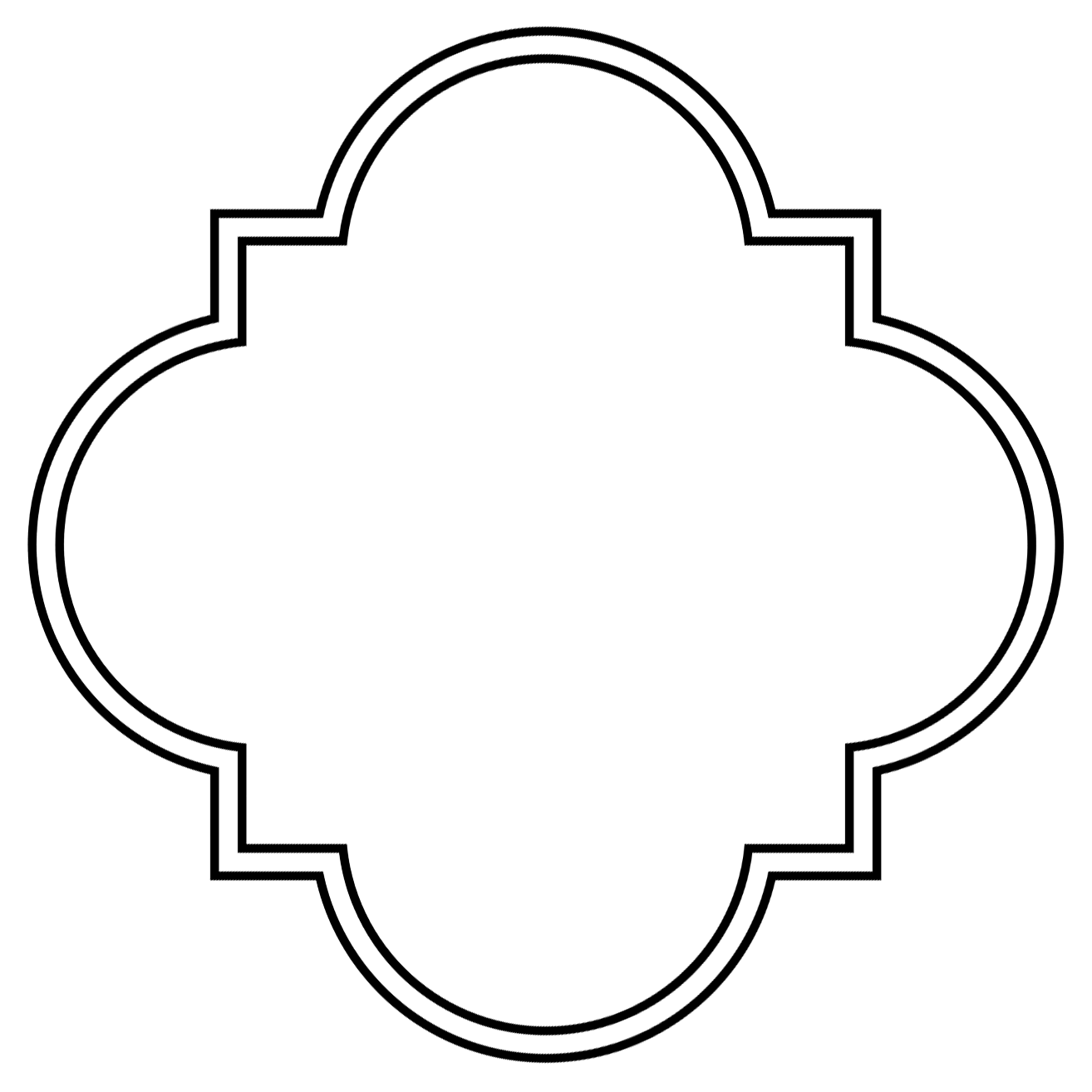

### Trifolium (trojlístek)
Jednodušší variantou než je kvadriloba (čtyřlístek) je tvar trojlístku (anglicky „trefoil“, odpovídá latinskému tři lístky = „trifolium“).

Příklady trojlístků v architektuře
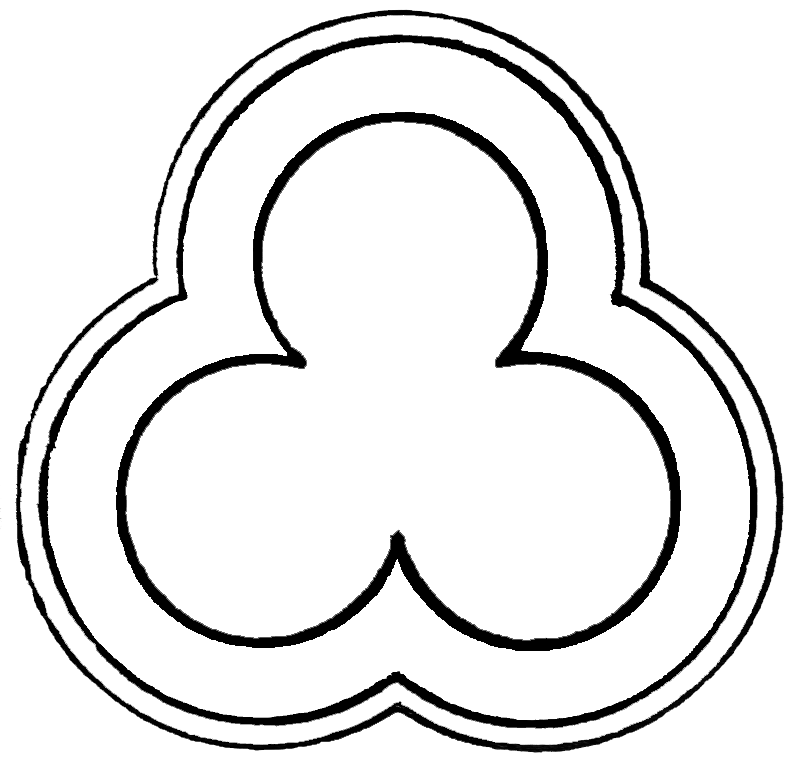
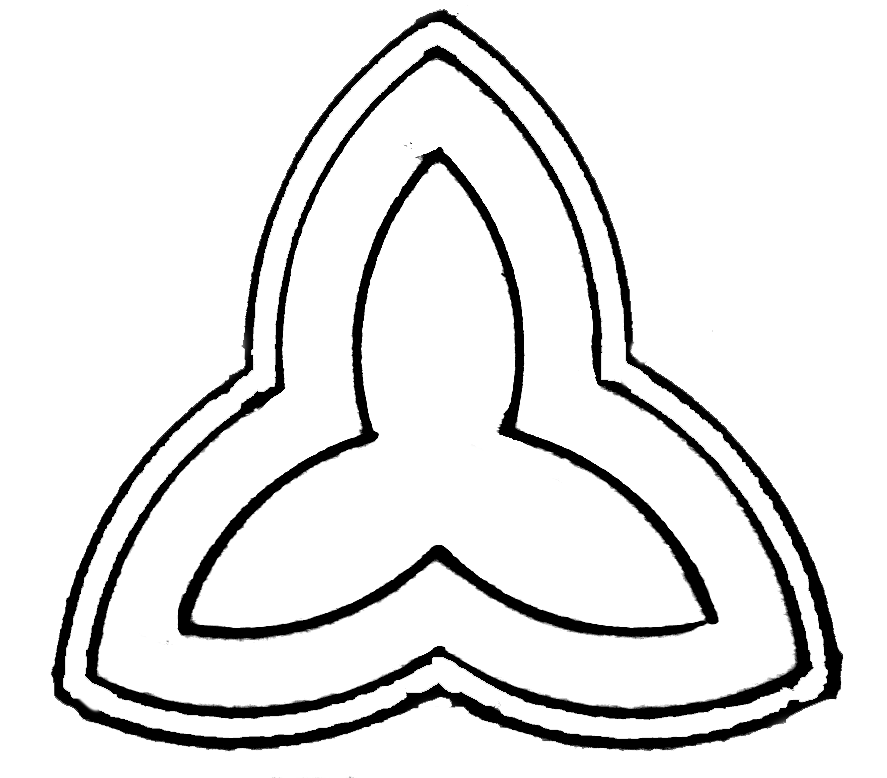
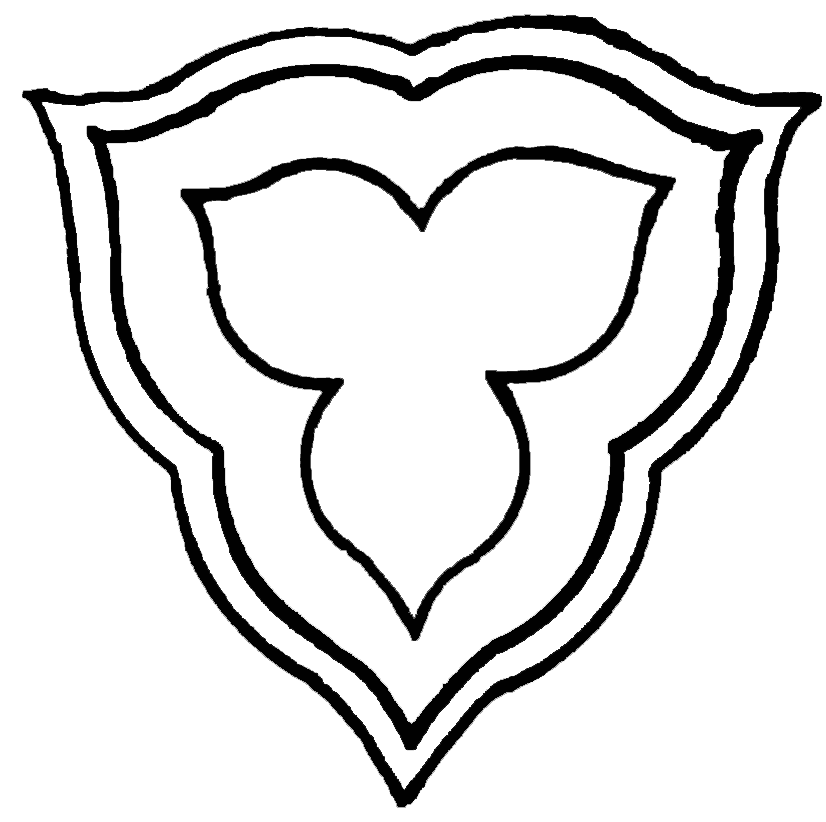

### Tvar ornátu
Dalším používaným tvarem rámu některých zrcadel je stylizovaný tvar kněžského roucha – ornátu – a to buď se zvonovitým nebo rovným střihem. Pro zrcadlo tohoto tvaru se užívá speciální označení – kasulové zrcadlo, které je odvozeno z latinského slova „casula“. V barokní architektuře dynamického směru se tvar ornátu označuje lidově „basička“ nebo „houslička“.

Inspirace tvarem ornátu
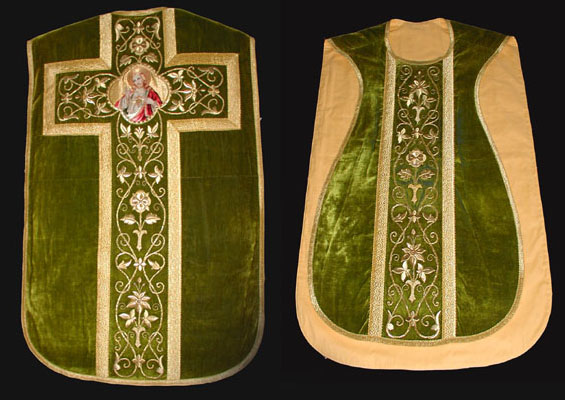
Barokní ornát – „basička“
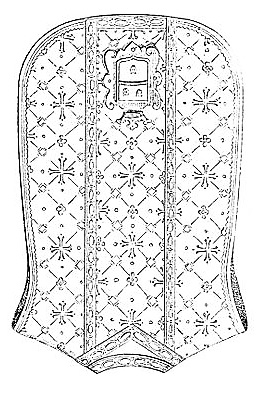
Ornát - (Casula) otočený o 180 stupňů - odtud kasulové okno
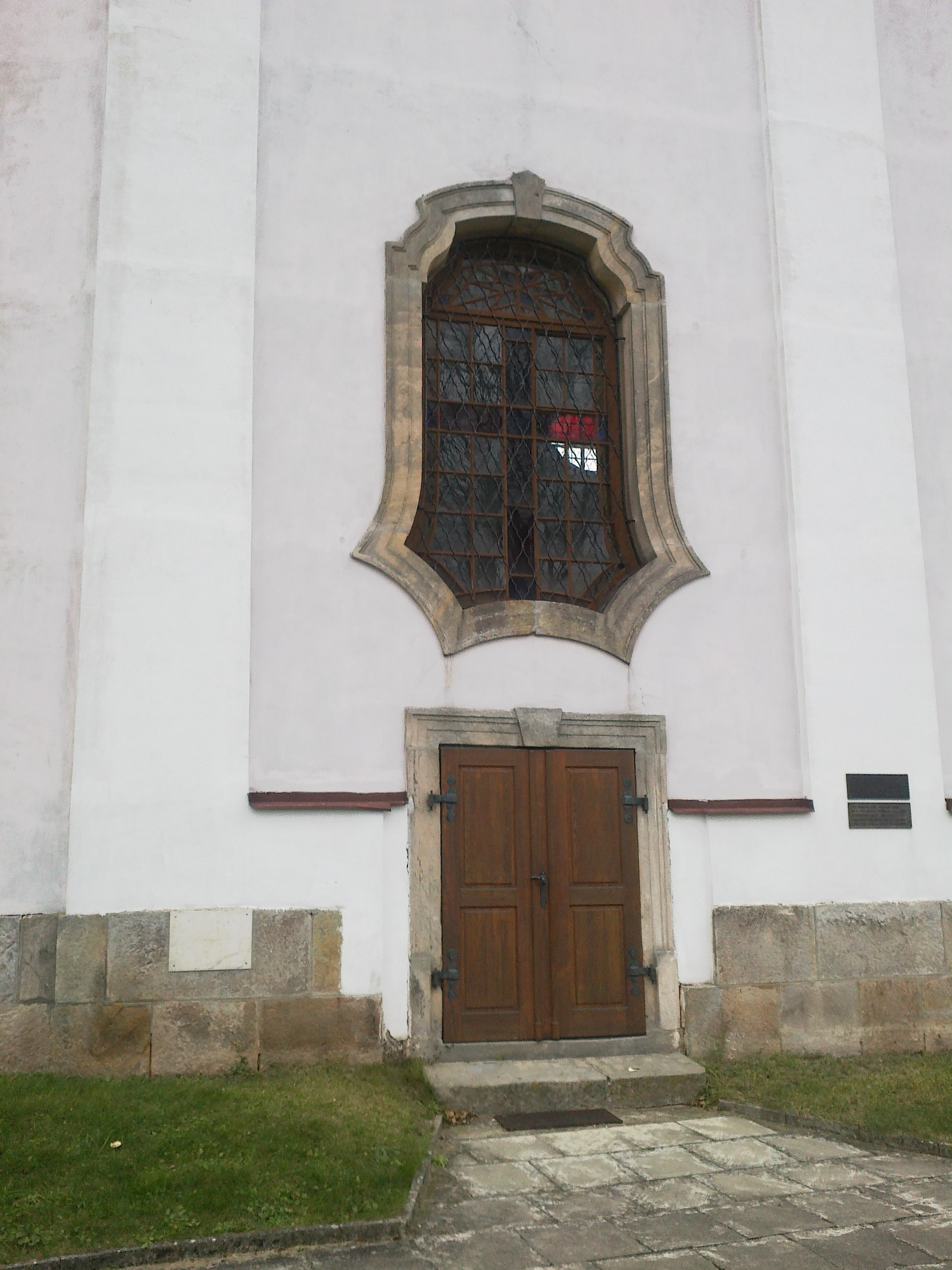
Kasulové okno Hajnice – kostel svatého Mikuláše
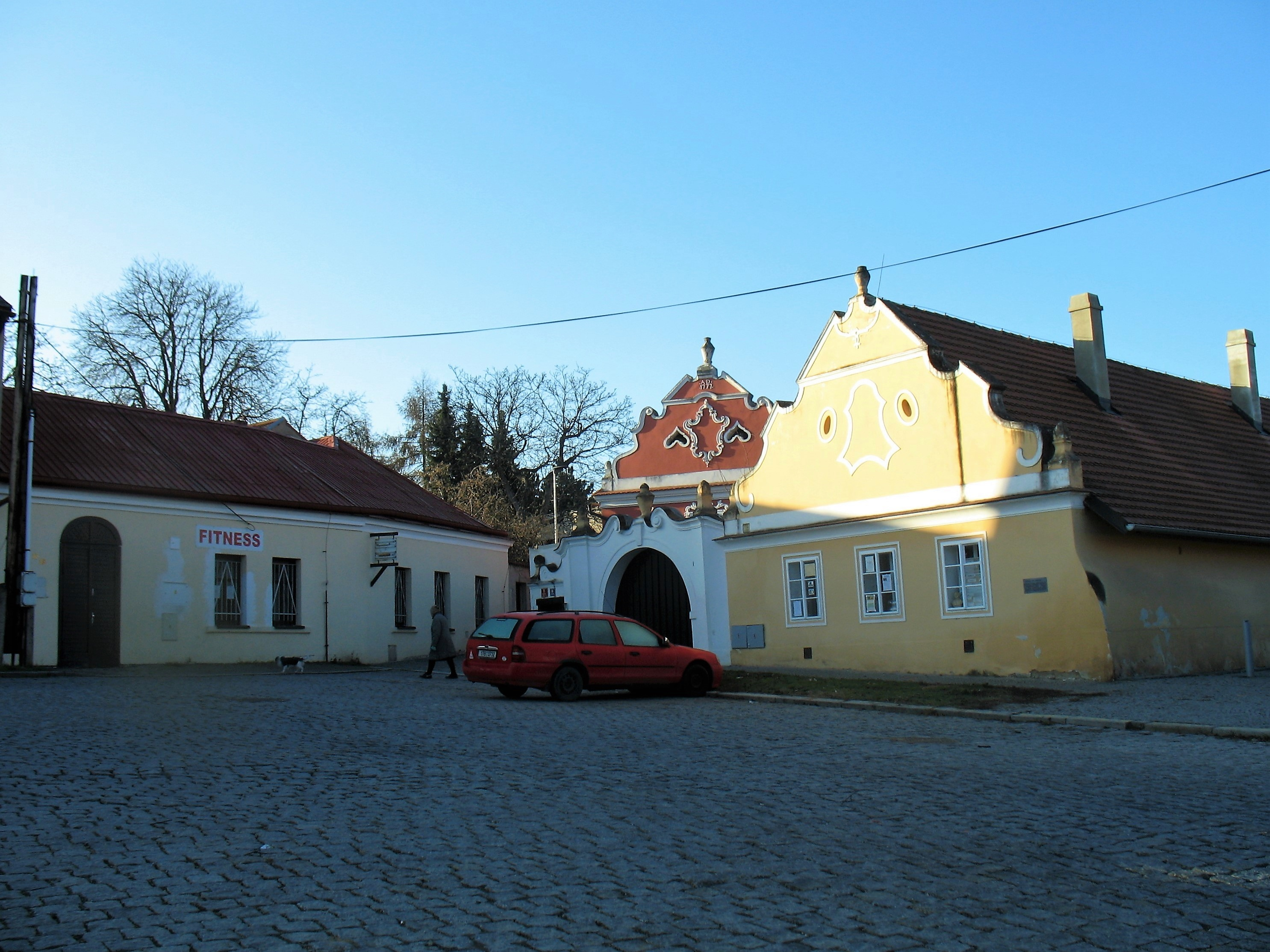
Roh návsi s usedlostí sedláků Vraných; Vesnická památková zóna Staré Bohnice (Praha 8)
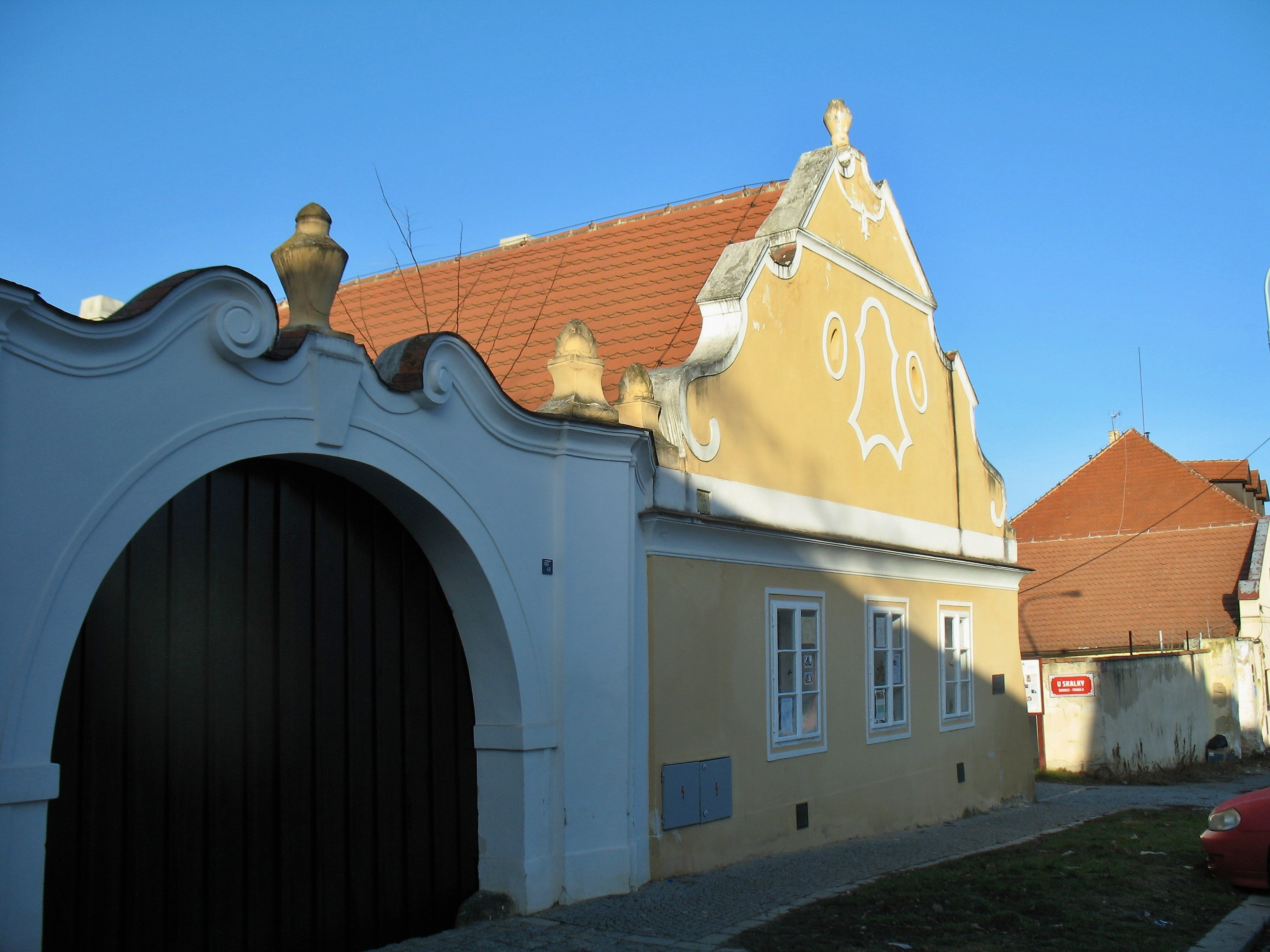
Statek Vraných; Vesnická památková zóna Staré Bohnice (Praha 8)

Kasulová okna jsou známa u barokních kostelů, ale lze je vidět i ve formě štukové výzdoby na průčelích zděných objektů. Někdy jsou pojaty jako iluzivní (slepé, vyzděné a nezasklené) okno obsahující ve svém středu reliéf, malovaný obrázek nebo fasádní nátěr odlišné barvy od okolí.

### Kartuš (rokaj)
Pokud je rámování zrcadla tvořeno bohatým dekorem (rostlinné rozviliny, závitnice; lastury, plaménky, listy – obecně označované jako rokaj) vinoucím se kolem legendy, nápisu na obrazu nebo mapě, pak se hovoří o kartuši. Vnitřní plocha kartuše bývá někdy i mírně vypouklá.

Příklady kartuší
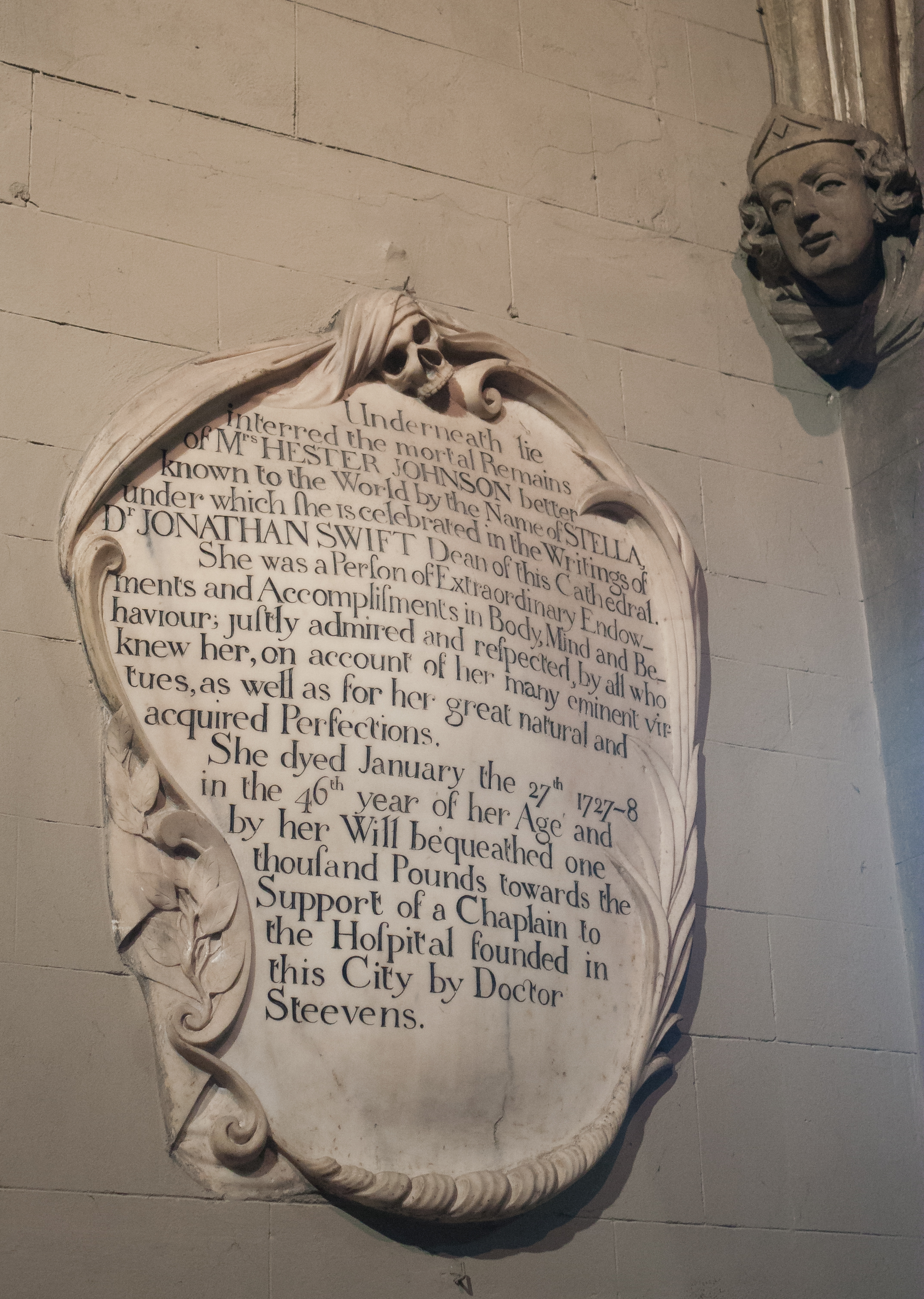
Katedrála svatého Patrika, Dublin, Irsko (Pamětní deska věnovaná Hester Johnsonové)
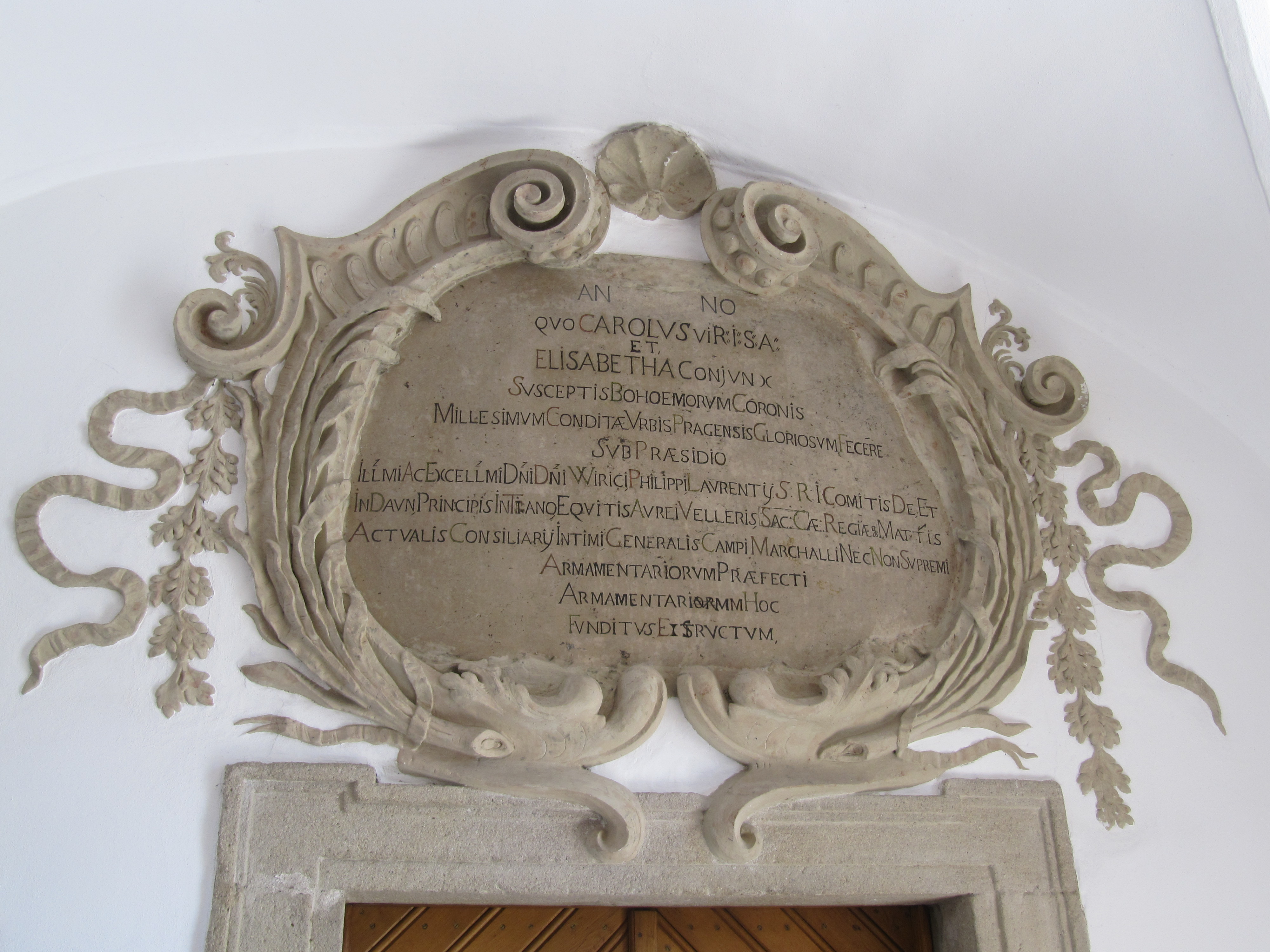
Uherské Hradiště, Česká republika. Bývalá zbrojnice, nyní Galerie Slováckého muzea
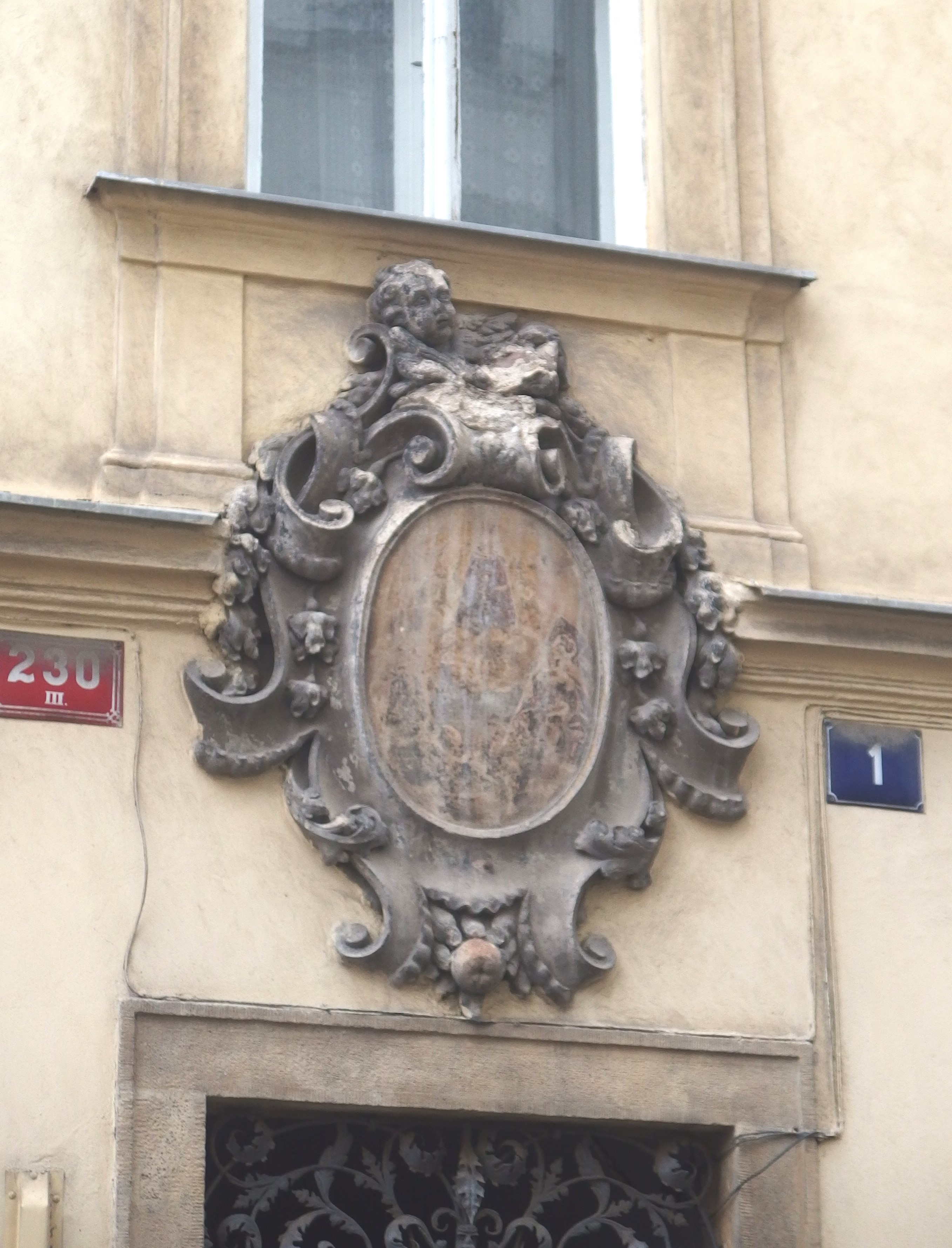
Kartuše na pražském domě U bílého jablka, Úvoz 230/1, Praha 1, Malá Strana